# 010 Trojans 2021
Questa voce raccoglie le informazioni riguardanti gli 010 Trojans nelle competizioni ufficiali della stagione 2021.

## Femminile

### Queen's Football League 2020

#### Stagione regolare
| Amsterdam 19 settembre 2021, ore 14:00 2ª giornata | Amsterdam Cats | 18 – 12 | Rotterdam Ravens | Sportpark Sloten |

| Rotterdam 3 ottobre 2021, ore 16:00 4ª giornata | Rotterdam Ravens | 19 – 0 | Eindhoven Valkyries | Sportcomplex DRL |

| Zwolle 16 ottobre 2021, ore 14:00 6ª giornata | Zwolle Blue Jays | 0 – 20 (a tavolino) | Rotterdam Ravens | SV Zwolle |

| Rotterdam 24 ottobre 2021, ore 16:00 7ª giornata | Rotterdam Ravens | 59 – 0 | 0'30 Wolverines | Sportcomplex DRL |

| Rotterdam 13 novembre 2021, ore 16:00 10ª giornata | Rotterdam Ravens | 20 – 0 (a tavolino) | The Hague Black Scorpions | Sportcomplex DRL |

#### Playoff
| Amsterdam 28 novembre 2021, ore 14:00 Queen's Bowl | Amsterdam Cats | 19 – 6 | Rotterdam Ravens | Sportpark Sloten |

### Statistiche di squadra
| Competizione            | %Vittorie | In casa | In casa | In casa | In casa | In casa | In casa | In trasferta | In trasferta | In trasferta | In trasferta | In trasferta | In trasferta | Totale | Totale | Totale | Totale | Totale | Totale |
| Competizione            | %Vittorie | G       | V       | N       | P       | Pf      | Ps      | G            | V            | N            | P            | Pf           | Ps           | G      | V      | N      | P      | Pf     | Ps     |
| ----------------------- | --------- | ------- | ------- | ------- | ------- | ------- | ------- | ------------ | ------------ | ------------ | ------------ | ------------ | ------------ | ------ | ------ | ------ | ------ | ------ | ------ |
| QFL - Stagione regolare | .800      | 3       | 3       | 0       | 0       | 98      | 0       | 2            | 1            | 0            | 1            | 32           | 18           | 5      | 4      | 0      | 1      | 130    | 18     |
| QFL - Playoff           | .000      | 0       | 0       | 0       | 0       | 0       | 0       | 1            | 0            | 0            | 1            | 6            | 19           | 1      | 0      | 0      | 1      | 6      | 19     |
| Totale                  | .667      | 3       | 3       | 0       | 0       | 98      | 0       | 3            | 1            | 0            | 2            | 38           | 37           | 6      | 4      | 0      | 2      | 136    | 37     |